# Hindu Mahasabha
Lo Hindu Mahasabha (HM, noto anche come Akhil Bharat Hindu Mahasabha, "Assemblea Induista Pan-indiana") è stato un piccolo partito politico indiano di estrema destra il cui programma prevedeva principalmente la creazione di uno stato democratico induista. 
Il suo maggior successo elettorale fu l'elezione di quattro candidati alle elezioni parlamentari del 1951: i loro nomi sono Nirmal Chandra Chatterjee eletto in Bengala Occidentale, Vishnu Ghanashyam Deshpande e Narayan Bhaskar Khare nel Madhya Bharat, Shakuntala Nayar eletta nell'Uttar Pradesh. Da allora però il partito perse consensi fino a scomparire di fatto dopo il 1967.